# نروژ شمالی
نروژ شمالی (به لاتین: Northern Norway) یک منطقه در نروژ است که در شمال این کشور واقع شده‌است.
این منطقه شامل ۳ شهرستان می‌باشد.

## خصوصیات
نروژ شمالی ۱۱۲٬۹۵۱ کیلومترمربع مساحت و ۴۶۲٬۹۰۸ نفر جمعیت دارد.